# 韋爾沙齊
49°0′15″N 32°37′0″E / 49.00417°N 32.61667°E
韋爾沙齊（烏克蘭語：Вершаці）是位於烏克蘭中部的村莊，由切爾卡瑟州切爾卡瑟區的奇希林市鎮負責管轄。該村處於伊爾克利河畔，始建於十七世紀，面積2.6平方公里，海拔高度135米，2001年人口865。